# ヘルマプロディートス

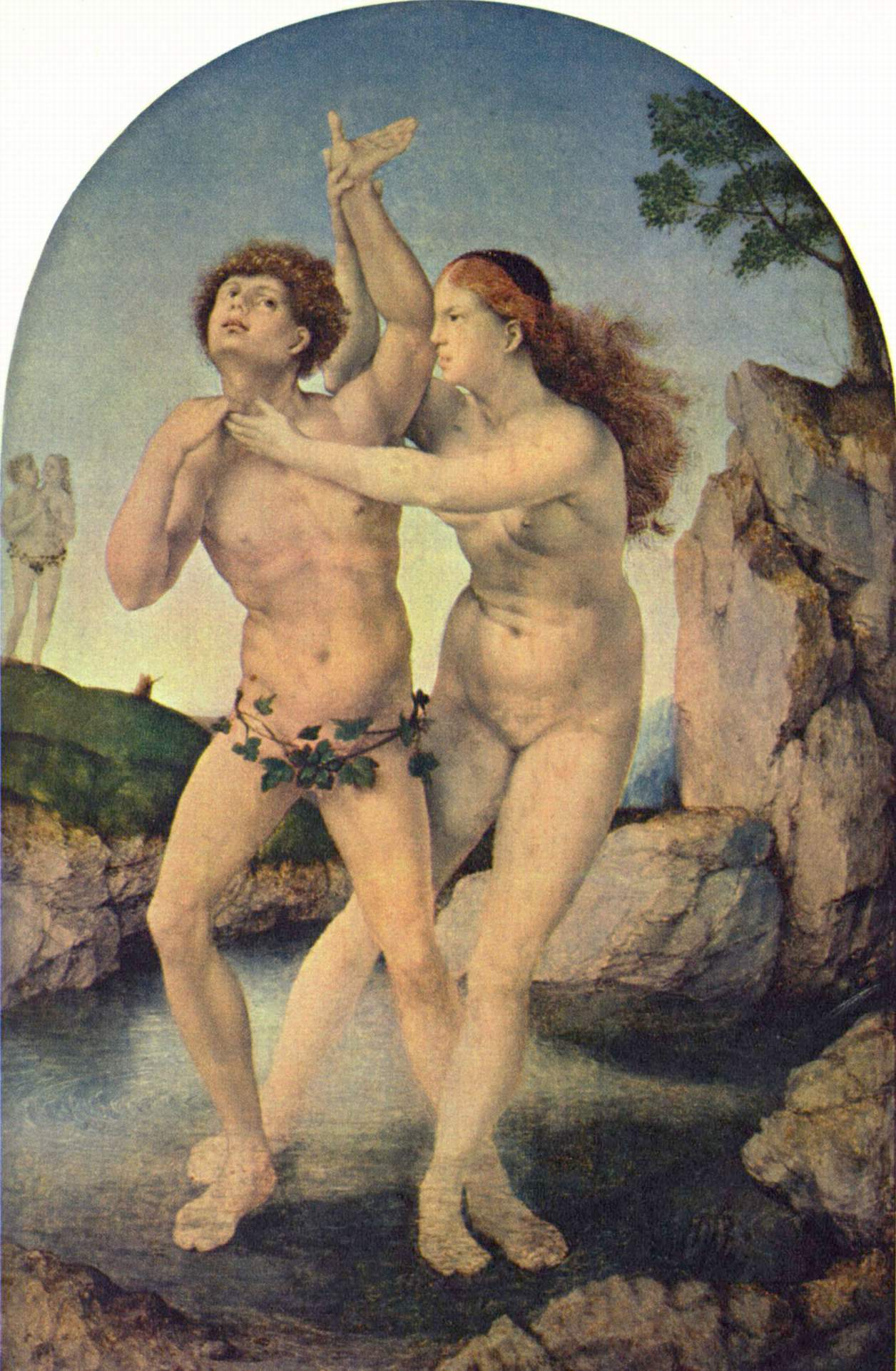
ヤン・ホッサールト作『サルマキスとヘルマプロディートス』（1516年ごろ） ボイマンス・ヴァン・ベーニンゲン美術館所蔵

ヘルマプロディートス（古希: Ἑρμαφρόδιτος, Hermaphrodītos, ラテン語: Hermaphroditus）とは、ギリシア神話に登場する神である。ヘルメースを父に、アプロディーテーを母に生まれた頗るつきの美少年であったが、水浴びのさなかにニュンペーのサルマキスに強姦され、文字通りに一つに合体して両性具有者となった。
ヘルマプロディートスの名は、両親にちなんでいるだけでなく、美しい女体をもった美少年（ヘルメースにしてなおかつアプロディーテー）という意味も持つ。また、「両性具有｣「雌雄同体」を意味する "hermaphrodite" という語の語源でもある。日本語では長母音を省略してヘルマプロディトスとも表記される。

## 神話

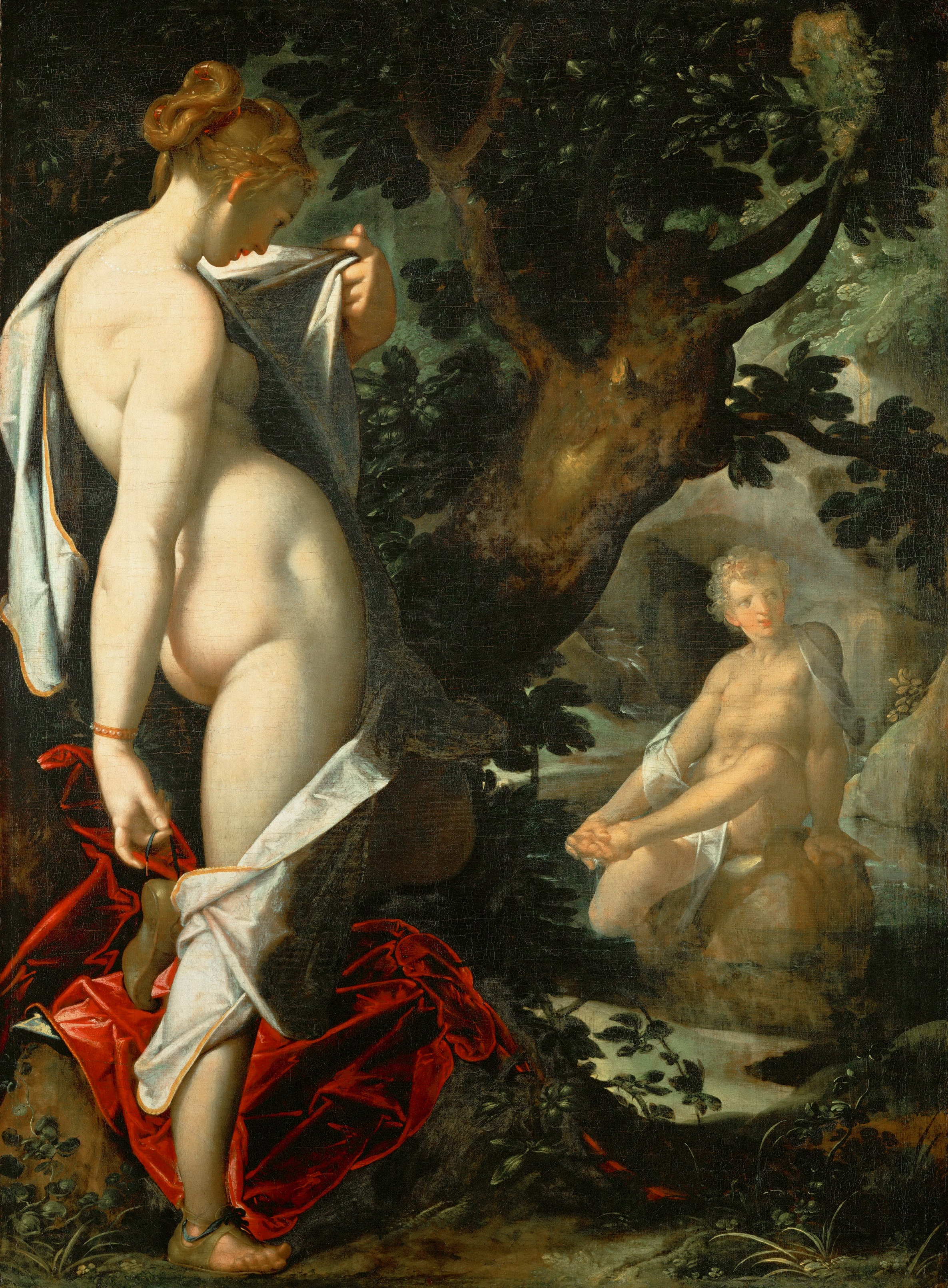
バルトロメウス・スプランヘル（Bartholomeus Spranger）『サルマキスとヘルマプロディートス』 (1580年頃)

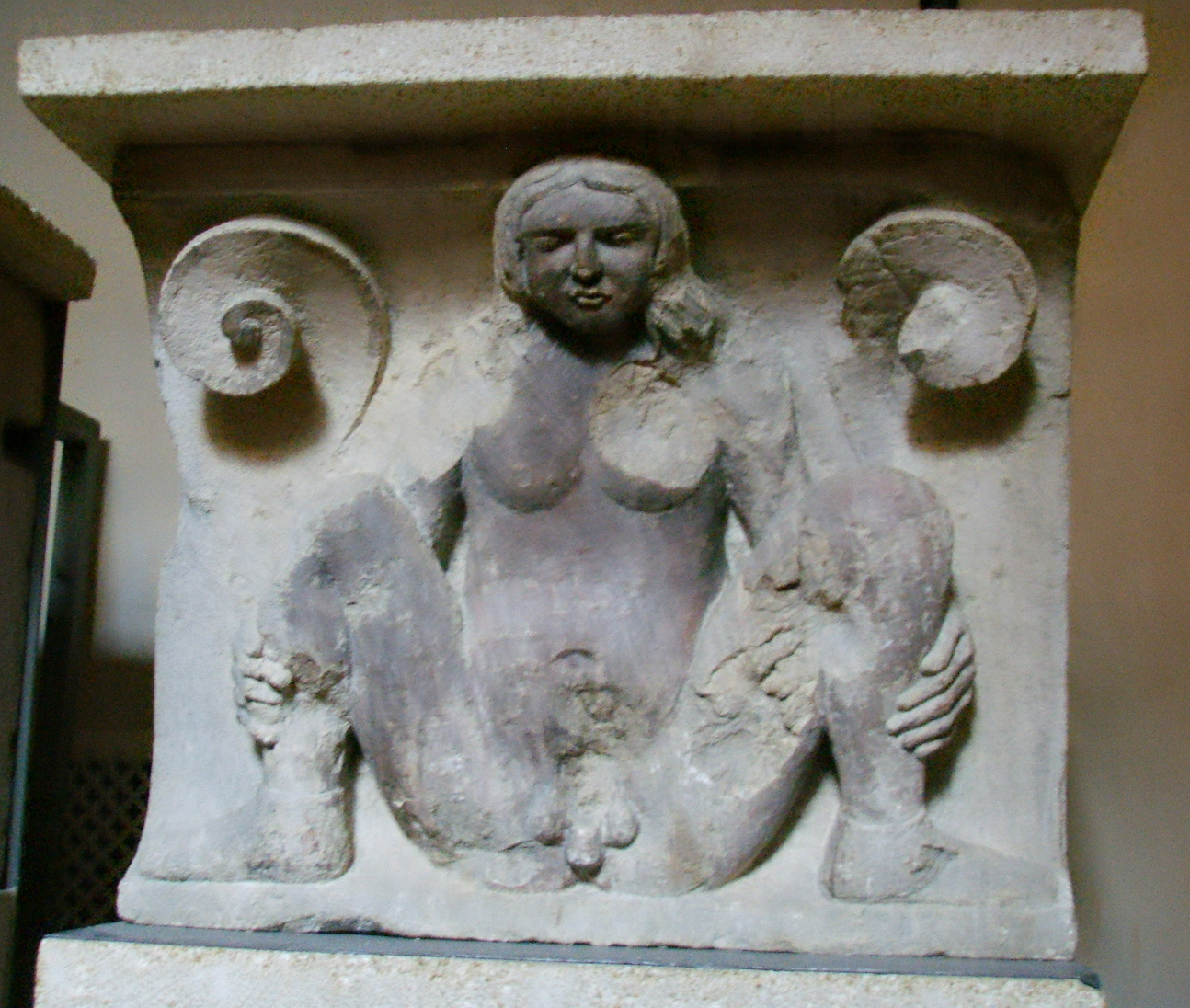
モデナ大聖堂のロマネスク彫刻

ヘルマプロディートスの名は、父ヘルメースと母アプロディーテーの名に由来したものである。この三者はみな性愛や豊穣を司る神々であり、明らかに性的な調子を帯びている。ヘルマプロディートスはときおりアプロディートスとも呼ばれる。陽物神プリアーポスは一説にはヘルメースの子とされ、若き性愛の神エロースはアプロディーテーとアレースの子とされるのが一般的だが、父をヘルメースとする説もある。
ヘルマプロディートスはプリュギア（現トルコ）の聖山であるイデ山でニュンペーによって育てられた。15歳のとき、生まれ育った環境に退屈してリュキアやカーリアなどを旅して回った。ハリカルナッソス（現トルコ・ボドルム）近くのカーリアの森の泉で、ナーイアスのサルマキスと出会った。サルマキスはこの少年に対する情欲にとらわれ、彼を誘惑しようと試みたが、すげなく断られた。彼女が立ち去ったのを見たヘルマプロディートスは服を脱いで、誰もいなくなった泉へ入っていった。そのとき、木陰に隠れていたサルマキスが駆け出して泉に飛び込んだ。彼女は少年を抱きしめ、無理やりキスをしてその胸に触れた。彼は抵抗したが、彼女はどうか自分たちを離れ離れにしないで欲しいと神々に訴えた。彼女の願いは聞き届けられ、二人の体は融合して一人の両性具有者となった。羞恥と悲嘆に暮れたヘルマプロディートスは自分からも神に誓願を立て、この泉の水を浴びたものはみな自分と同じような体になってしまえと泉に呪いをかけたという。
この美青年の神話をナルキッソスやヒュアキントス（古代には神人として崇拝の対象ともなった）、ヒュメナイオスらのそれと比べて、「こうした形式からして、この神話は明らかに古代のものではない」とカール・ケレーニイは指摘している。
ギリシア神話には他に両性具有の例はない。予言者のテイレシアースが男として生きたのち女に性転換されているが、両性を同時に経験したわけではない。

## 美術

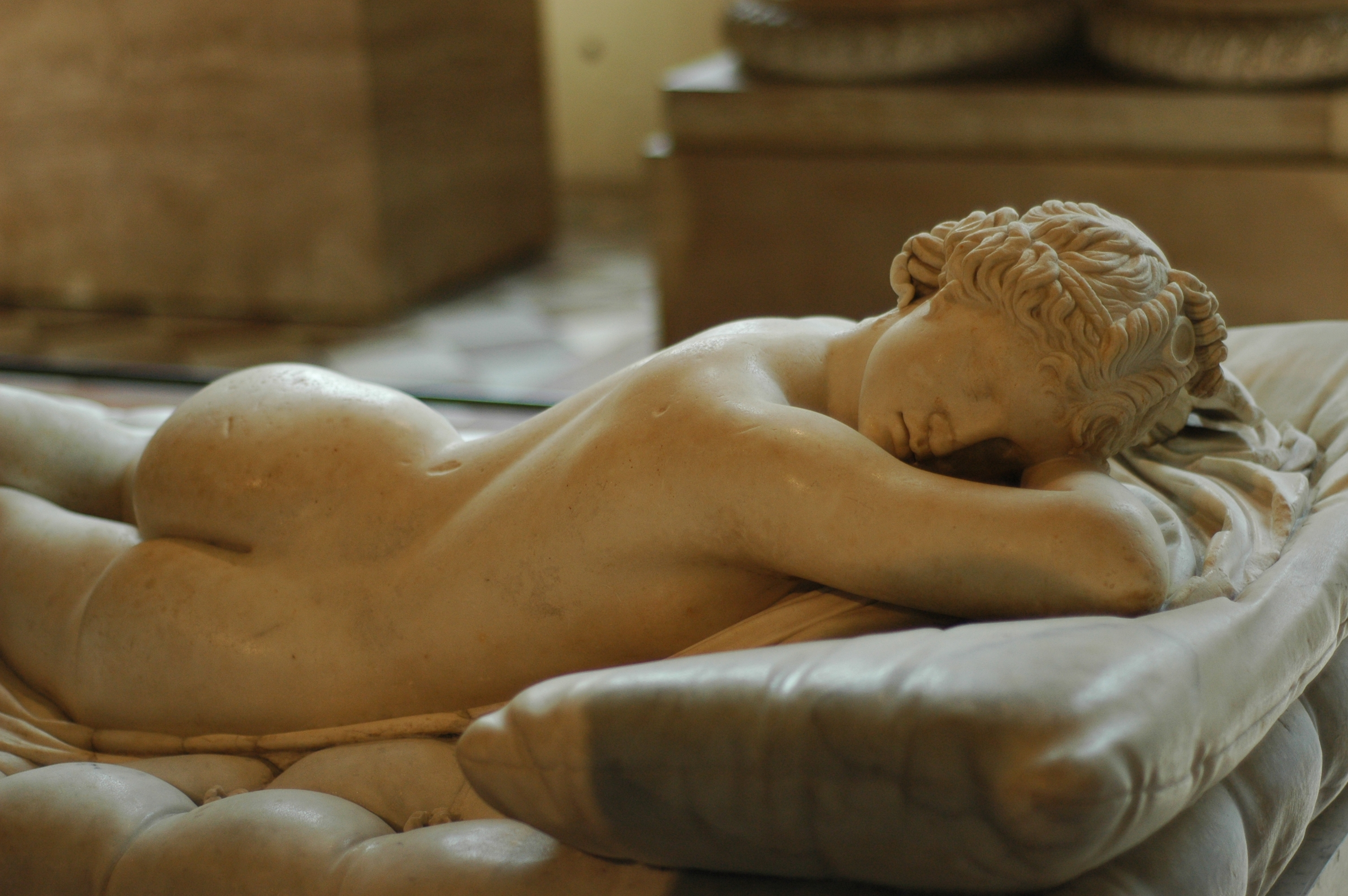
『眠れるヘルマプロディートス』

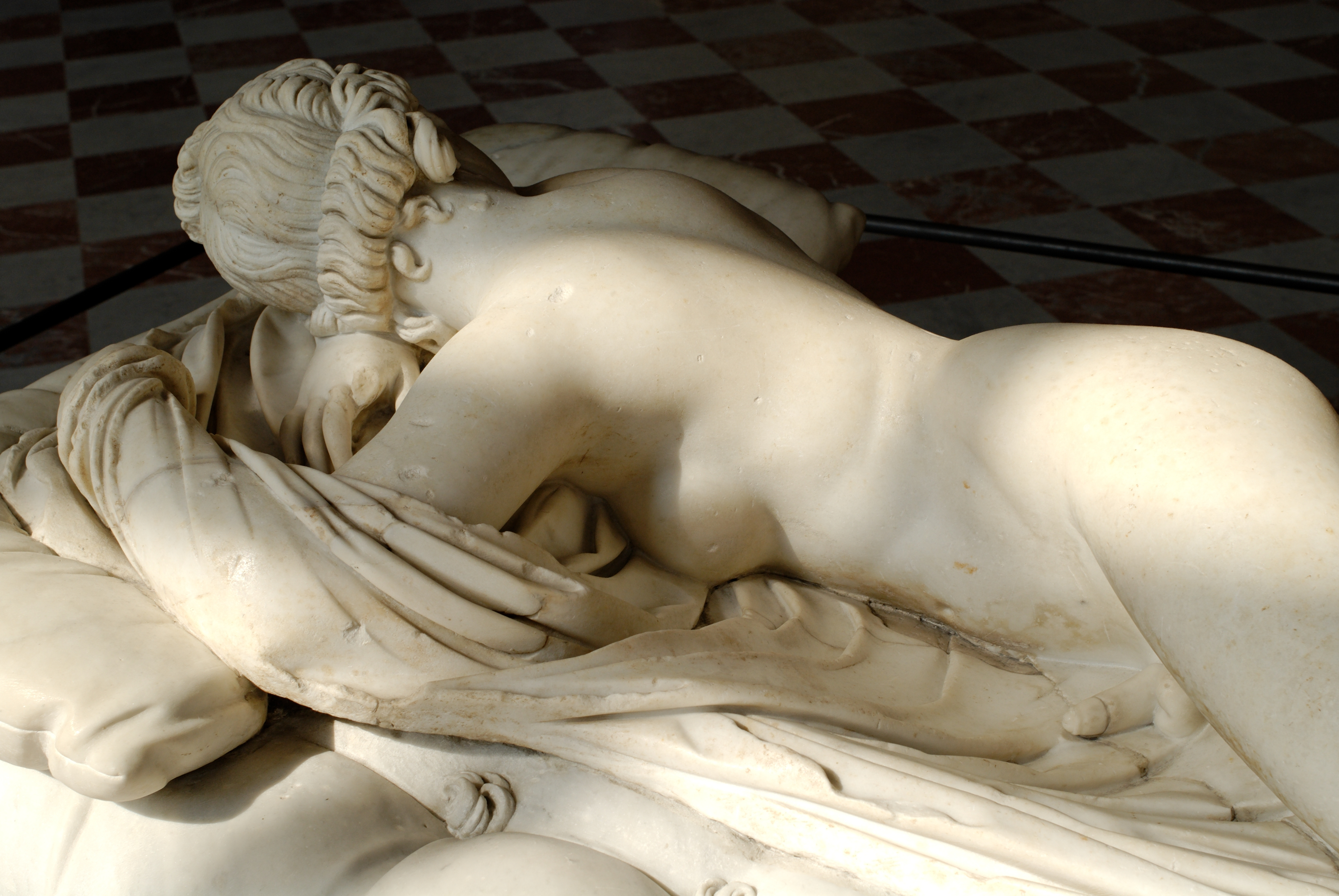
『眠れるヘルマプロディートス』（別角度）

ヘルマプロディートスはしばしばギリシア彫刻に霊感を与え、ヘレニズム時代に製作（複製）されたうちの数体が保存されている。中でも最も有名な作品は、別名『眠れるヘルマプロディートス』と呼ばれる『ボルゲーゼのヘルマプロディートス』である。そのほかにローマ国立博物館やルーヴル美術館、リール美術館などにもレプリカが所蔵されている。

## 文学
古典文学では、オウィディウスの『変身物語』第4巻に登場するのが唯一である。
アルジャーノン・スウィンバーンの詩「ハーマフロダイタス」（Hermaphroditus）にはフランス語で「ルーヴル美術館にて、1863年3月（Au Musée du Louvre, Mars 1863）」と書き添えられていることから、この頌詩に霊感を与えたのが『眠れるヘルマプロディートス』であることには疑う余地がない。当時のヴィクトリア朝の評論家は、以下の一節を含むこの詩を攻撃した。
| 「 | Shall make thee man and ease a woman's sighs, Or make thee woman for a man's delight. To what strange end hath some strange god made fair The double blossom of two fruitless flowers? 男の姿をよそおって 女の嘆きを癒すがいい 女の姿をとるもよし 男を喜ばせるために いかに奇妙な目的ゆえに 奇妙な神は善しとしたのか 実を結ぶことなき二輪の花が 重なり合うて咲き誇るのを？ | 」 |

## 後世への影響
- 『サテリコン』 - 1969年のフェデリコ・フェリーニの映画。ヘルマプロディートスは子供のような、非常に体の虚弱な神として描かれており、明らかに自分自身を癒すことはできないものの、様々な病に苛まれて哀願する人類の癒し手とする役柄が与えられている。体の弱さがヘルマプロディートス本人の半陰陽的な状態と何か関わりがあるのかどうかは判然としない。フェリーニの映画の大体の原作となっているペトロニウスの小説『サテュリコン』では、ヘルマプロディートスは触れられていない。ある資料[3]によると、映画のエピソードは「時に『サテュリコン』と一緒に出版された偽ペトロニウスの詩に基づいているのかもしれない」という。
- 『怪奇骨董音楽箱』 - 1971年のジェネシスのアルバム。ヘルマプロディートスとサルマキスの神話は終曲に取り上げられ、歌詞の中で神話が詳しく述べられている。
- 『ミドルセックス』（Middlesex） - 2002年のジェフリー・ユージェニデスの小説。ヘルマプロディートスを題材にしており、ピュリッツァー賞を受賞した。（日本語版は2004年出版。ISBN 978-4152085542。）